# Babymetal
Babymetal (укр. Бейбіме́тал) — японська вокально-танцювальна хеві-метал група. Відіграє сплав металу та ідол-музики. Їх звукозаписуюча компанія визначає стиль групи як «каваї-метал».Станом на 2023 рік в склад гурту входять:  Накамото Сузука, відома як "SU-METAL", Кікучі Моа - "MOAMETAL" і Оказакі Момоко - "MOMOMETAL".

## Історія

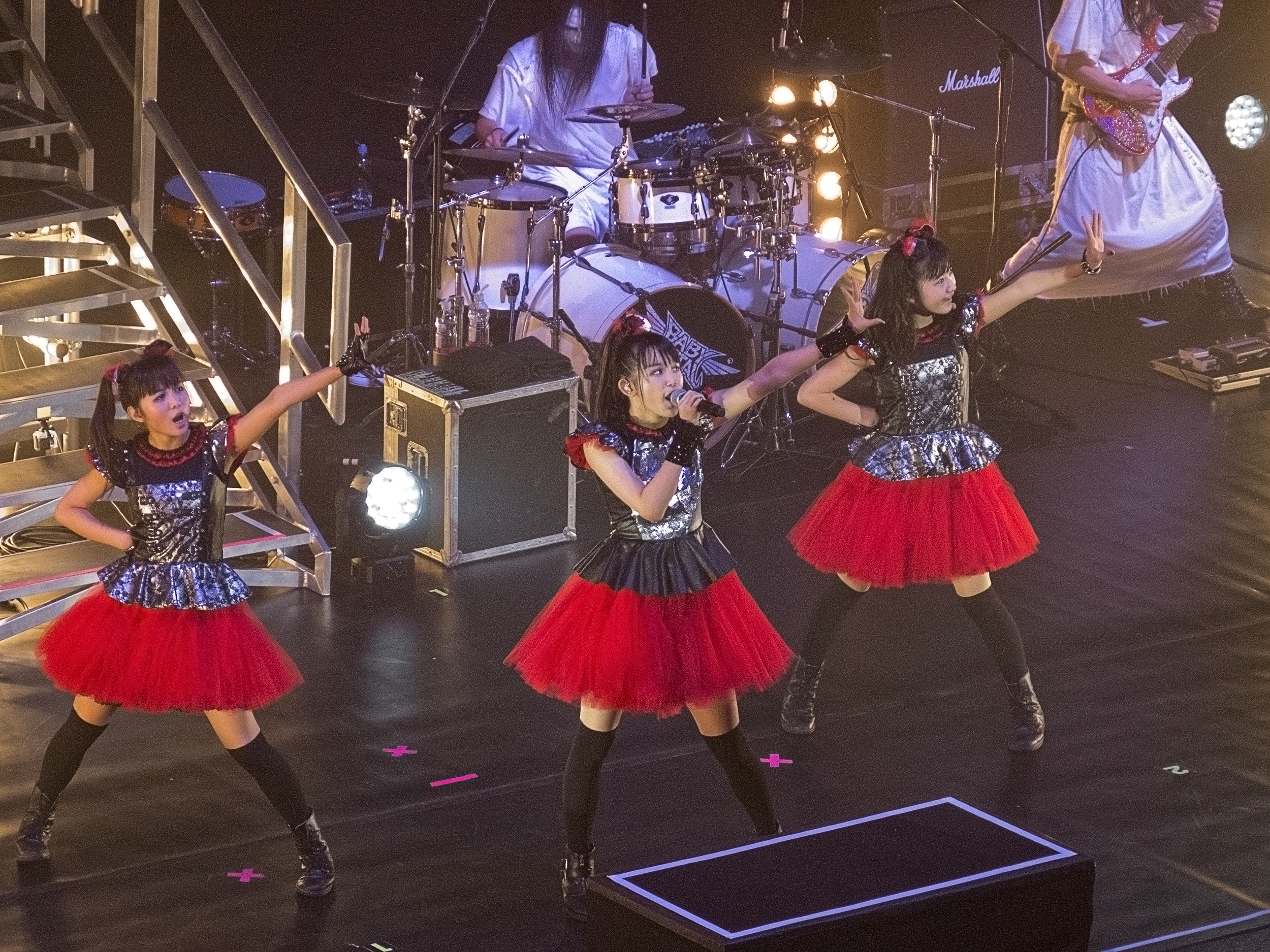
Babymetal у Лондоні в 2014 році

Група була сформована як «юніт» (підгрупа) японської дівчачої музичної групи Sakura Gakuin у 2010 році. Тоді продюсери вирішили випробувати ідею злиття японської ідол-музики та хеві-металу. Для цього і було створено підгрупу з трьох учасниць (Судзука Накамото, Юї Мідзуно та Моа Кікучі
Прем'єрний виступ відбувся 28 листопада 2010 року на сольному концерті Sakura Gakuin з піснею «Doki Doki Morning», а сама пісня увійшла до альбому Sakura Gakuin 2010 Nendo: Message. На пісню був знятий кліп, що до кінця 2012 року зібрав понад 1 млн переглядів на YouTube.

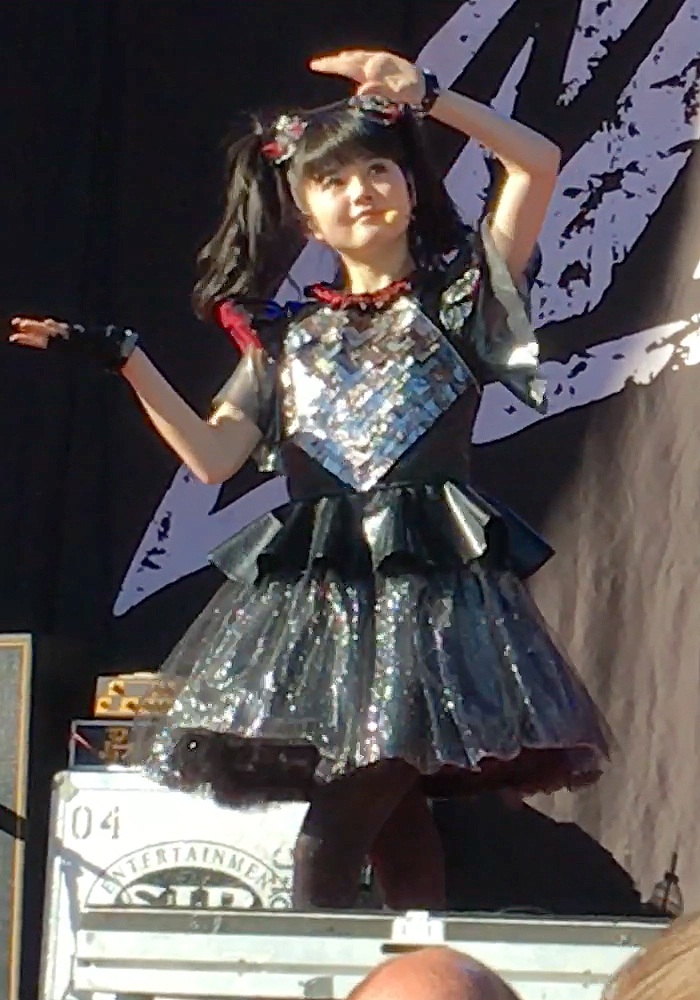
Yuimetal

Перший сингл групи, під назвою «Babymetal × Kiba of Akiba», потрапив на третю сходинку в щотижневому інді-хіт-параді Орікон (Oricon Indie Singles Chart, серед релізів на незалежних лейблах звукозапису) і на першу в інді-списку магазину «Tower Records Shibuya». Перший же сингл Babymetal на мейджор-лейблі продався в перший тиждень в кількості 19 тисяч копій і дебютував на шостому місці Oricon Weekly Singles Chart (тобто в основному хіт-параді, за тиждень серед всіх релізів).
Навесні 2013 року Судзука Накамото, якій вже було 15 років, закінчувала середню школу і переходила в старшу. Отже, повинна була «закінчити» і академію Sakura Gakuin (тобто залишити Sakura Gakuin, тому що в ній беруть участь дівчатка не старші середньої школи). Проте 1 лютого на своєму концерті в Токіо група оголосила, що не розпускається і продовжуватиме свою діяльність по «зміні світу» протягом певного часу. Вже не як «клуб» (юніт) у складі Sakura Gakuin, а як окрема група. Протягом якого часу, вони не уточнили.
У жовтні 2013 року учасниці Babymetal стали наймолодшими з усіх виконавців , які коли-небудь виступали на фестивалі важкої музики Loud Park. У 2014 році дівчата випустили перший повноцінний альбом — «Babymetal». Він був позитивно оцінений музичними критиками та зайняв 4-е місце в перший тиждень продажів з кількістю проданих дисків 37000 копій. Також альбом зайняв 2-е місце в рейтингу Billboard Japan і піднявся на 187-е в US Billboard 200 chart. Відтоді популярність Babymetal вийшла за межі Японії. Група провела ряд концертів в Парижі та Кельні, виступала на фестивалі Sonisphere Festival у Великій Британії, згодом в Голлівуді й Монреалі, де вони виступали на фестивалі важкого року разом Metallica і Slayer.

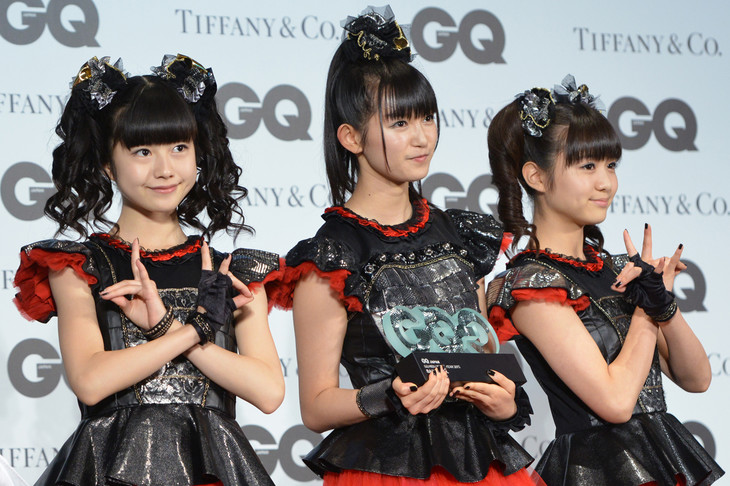
Babymetal на церемонії GQ Men of the Year 2015 у Токіо за виграш спеціального призу «Відкриття року»

У червні 2015 році гурт здобув нагороду журналу «Metal Hammer» — Golden Gods Awards. У грудні 2015 року стала відома дата виходу нового альбому «Metal Resistance» — квітень 2016 року. До цієї події було присвячено випуск кліпу на пісню «KARATE», який отримав 8 мільйонів переглядів уже за місяць. З виходом нового альбому група почала наступне світове турне, яке відкрилося концертами в Лондоні.
30 грудня 2017 року учасник Kami Band, гітарист Mikio Fujioka впав з оглядового майданчика внаслідок чого помер 5 січня 2018 року.
19 жовтня 2018 року група випустила новий сингл «Starlight». В цей самий день група офіційно заявила що Yuimetal покинула команду.Після її відходу гурт виступав із резервними танцюристами на живих виступах.  У 2019 році гурт представив трьох резервних танцюристів під назвою «Месники» («Avengers»), які чергували на кожному живому шоу, щоб сформувати тріо з Moametal і Su-metal.

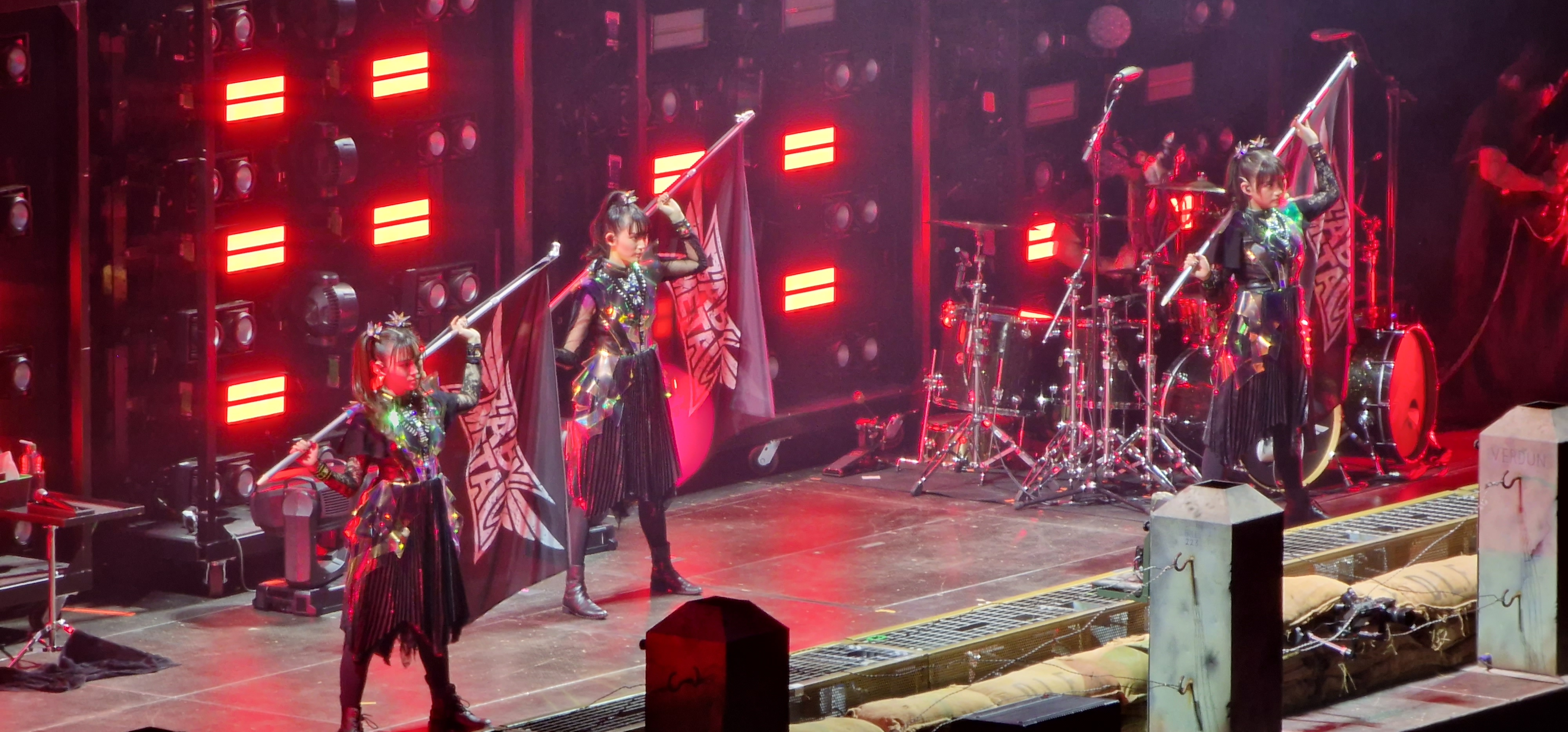
Babymetal виступають на концерті в рамках європейської частини світового турне гурту Sabaton. Амстердам, 2023 рік. Зліва направо: MOAMETAL, SU-METAL, MOMOMETAL.

1 квітня 2023 року, у  «День лисиці» («Fox Day») за легендою Babymetal, Момоко Оказакі офіційно назвали новою третьою учасницею Babymetal наприкінці концерту «Black Night» на Pia Arena, вона прийняла псевдонім «Momometal» і зайняла позицію «скріму і танцю» («scream and dance»).

## Склад
| Сценічне ім'я         | Реальне ім'я                       | Роль                            | Вік                       | Походження | Період                 |
| --------------------- | ---------------------------------- | ------------------------------- | ------------------------- | ---------- | ---------------------- |
| Учасниці              |                                    |                                 |                           |            |                        |
| Момометал (Momometal) | Okazaki Momoko (岡崎百々子)        | вокал, танець                   | 3 березня 2003 (21 рік)   | Фукуока    | 1 квітня 2023-наші дні |
| Су-метал (Su-metal)   | Судзука Накамото (яп. 中元 すず香) | вокал (очільниця групи), танець | 20 грудня 1997 (27 років) | Хіросіма   | 2010 — наші дні        |
| Моаметал (Moametal)   | Моа Кікучі (яп. 菊地 最愛)         | вокал, танець                   | 4 липня 1999 (25 років)   | Айті       | 2010 — наші дні        |
| Колишні учасниці      |                                    |                                 |                           |            |                        |
| Юїметал (Yuimetal)    | Юї Мідзуно (яп. 水野 由結)         | вокал, танець                   | 20 червня 1999 (24 роки)  | Канагава   | 2010 — 2018            |

Kami Band
- Такайоші Омура (C4) — гітара

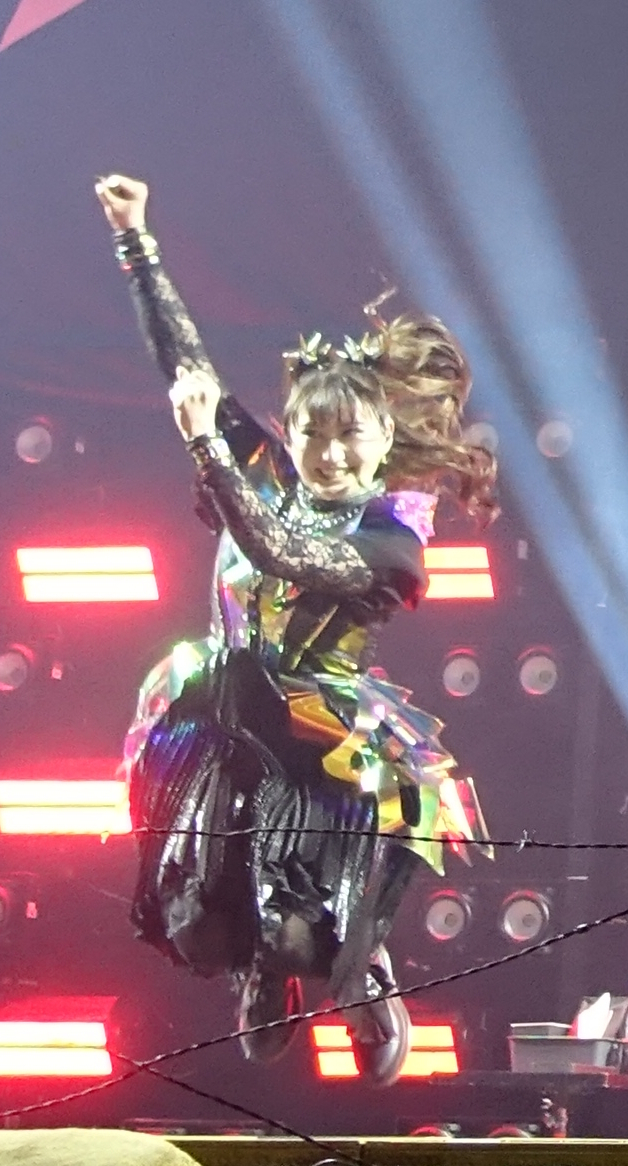
Момометал

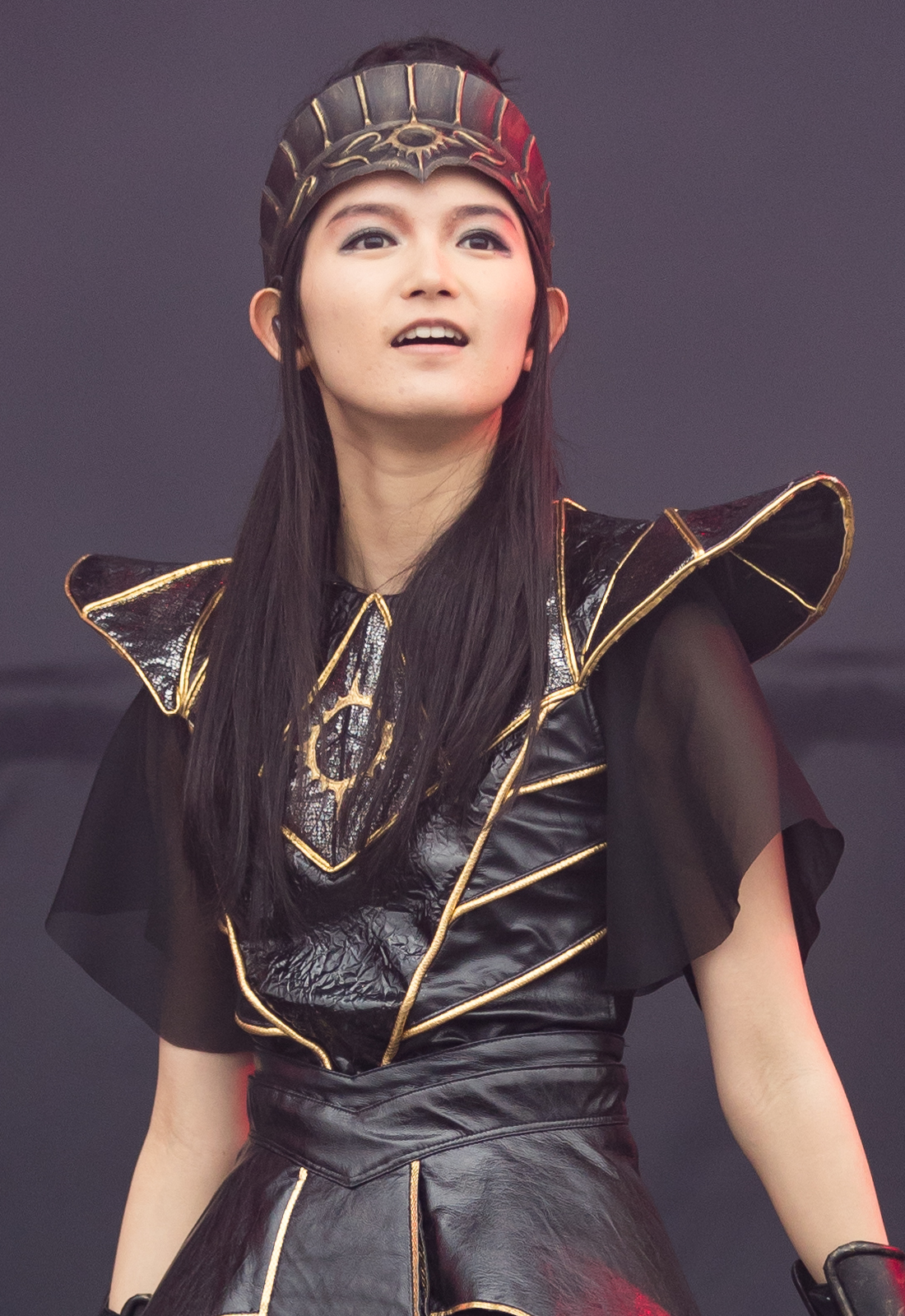
Su-Metal

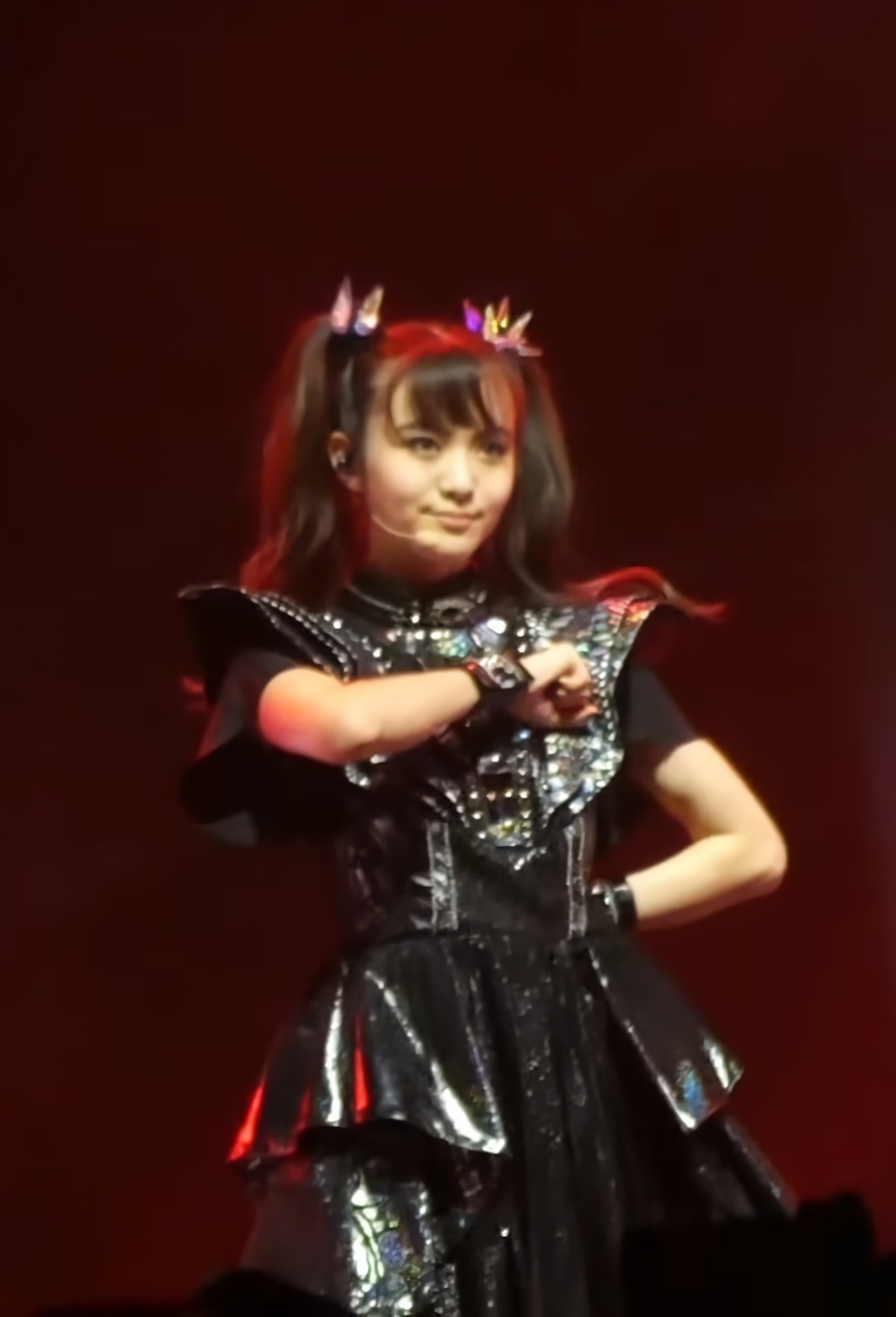
Моаметал

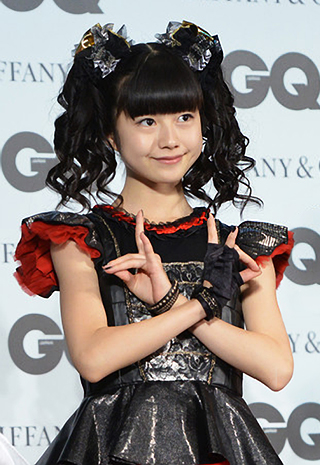
Колишня учасниця Yuimetal

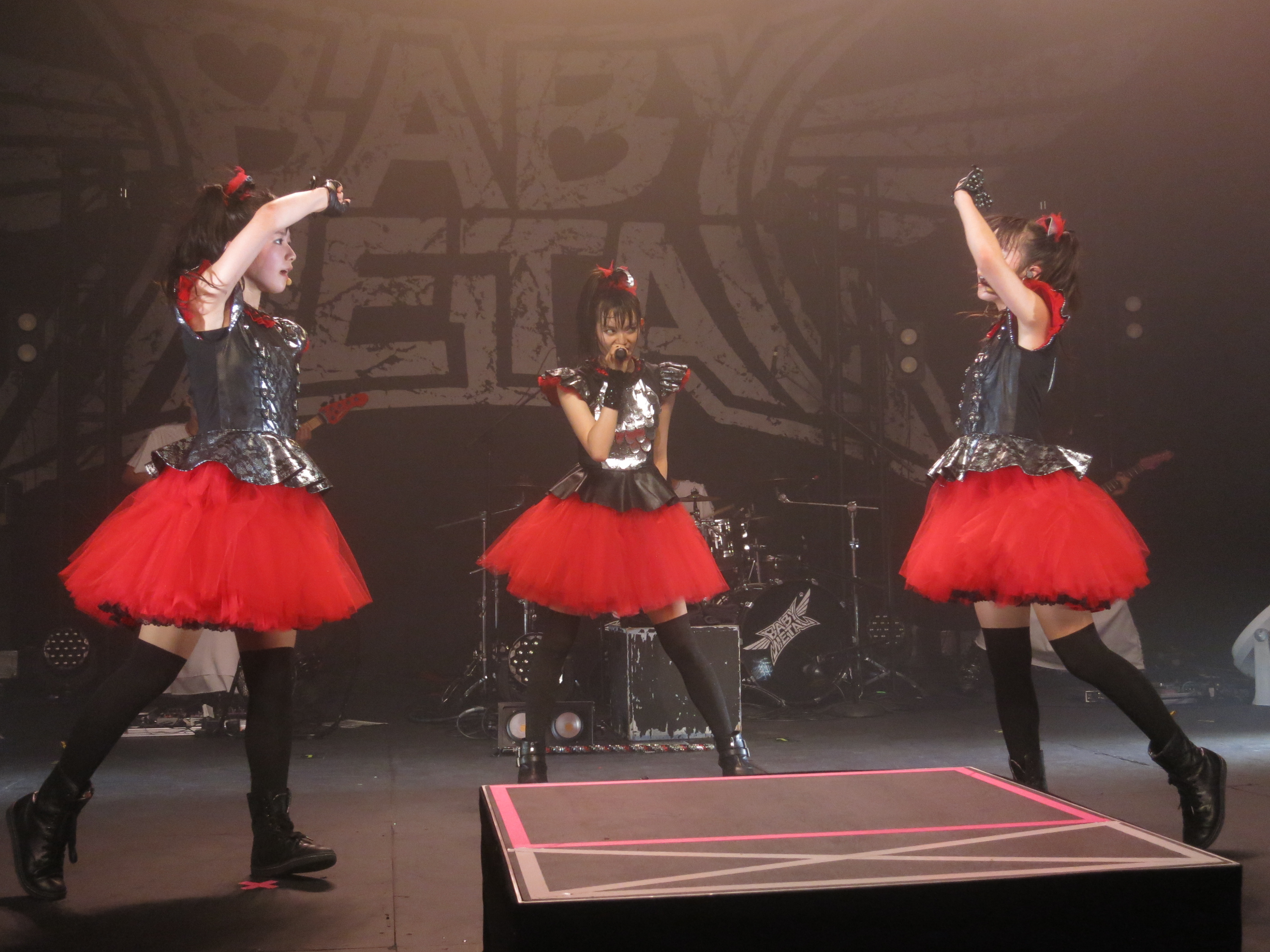
Babymetal на виступі в Лос-Анджелесі, 2014

- Leda (колишній учасник групи Deluhi / Galneryus) — гітара
- Boh (колишній учасник групи Binecks) — бас-гітара
- Хідекі Аояма (Ever + Last) — ударні

Додатковий склад
- Мікіо Худжіока — гітара (помер у 2018)[18]

Минулий склад
- Shiren (Yōsei Teikoku) — гітара
- Ryo (Blood Stain Child) — бас-гітара
- Shin (Force Prime) — ударні
- Ikuo (Bull Zeichen 88) — бас-гітара
- Шінічі Кобаяші (Zigoku Quartet) — гітара
- Шунатро Кадо (Takuya and the Cloud Collectors) — ударні

Інші
- Хідехумі Усамі — маніпулятор
- Мінако Маруяма — додатковий танцюрист
- Мінамі Цукуі — додатковий танцюрист
- Соко Акіяма — додатковий танцюрист
- Сайя Хіраі — додатковий танцюрист
- Котоно Оморі — додатковий танцюрист

## Дискографія

### Синґли
| Назва                                                      | Дата           | Найвища позиція в:   | Найвища позиція в: | Найвища позиція в: | Альбом           |
| Назва                                                      | Дата           | Oricon Singles Chart | JPN Hot 100        | US World           | Альбом           |
| ---------------------------------------------------------- | -------------- | -------------------- | ------------------ | ------------------ | ---------------- |
| «Doki Doki Morning» (яп. ド・キ・ド・キ☆モーニング)        | 22 жовтня 2011 | -                    | -                  | -                  | Babymetal        |
| «Babymetal × Kiba of Akiba» (яп. BABYMETAL×キバオブアキバ) | 7 березня 2012 | 46                   | -                  | -                  | Babymetal        |
| «Headbangeeeeerrrrr!!!!!» (яп. ヘドバンギャー!!)           | 4 липня 2012   | 20                   | -                  | -                  | Babymetal        |
| «Ijime, Dame, Zettai» (яп. イジメ、ダメ、ゼッタイ)         | 9 січня 2013   | 6                    | 14                 | -                  | Babymetal        |
| «Megitsune» (яп. メギツネ)                                 | 19 червня 2013 | 7                    | 16                 | 14                 | Babymetal        |
| «Road of Resistance»                                       | 1 лютого 2015  | -                    | -                  | 22                 | Metal Resistance |
| «Gimme Chocolate!!» (яп. ギミチョコ!!)                     | 31 травня 2015 | -                    | 54                 | 5                  | Babymetal        |
| «Karate»                                                   | 26 лютого 2016 | -                    | 17                 | 2                  | Metal Resistance |

### Студійні альбоми
| Назва            | Дата випуску   | Найвища позиція в:  | Найвища позиція в: | Найвища позиція в: | Найвища позиція в:       |
| Назва            | Дата випуску   | Oricon Albums Chart | JPN Billboard      | ARIA Charts        | GfK Entertainment Charts |
| ---------------- | -------------- | ------------------- | ------------------ | ------------------ | ------------------------ |
| Babymetal        | 26 лютого 2014 | 4                   | 2                  | -                  | 95                       |
| Metal Resistance | 1 квітня 2016  | 2                   | 2                  | 7                  | 36                       |
| Metal Galaxy     | 11 жовтня 2019 | 3                   | 3                  | 18                 | -                        |

## Відео
| Назва                         | Рік  | Офіційний канал на YouTube                               |
| ----------------------------- | ---- | -------------------------------------------------------- |
| «Doki Doki Morning»           | 2011 | дивитись [Архівовано 8 липня 2016 у Wayback Machine.]    |
| «Ii ne!»                      | 2012 | дивитись [Архівовано 14 червня 2016 у Wayback Machine.]  |
| «Ii ne!» (Live in Tokyo 2012) | 2012 | дивитись [Архівовано 19 вересня 2016 у Wayback Machine.] |
| «Headbangeeeeerrrrr!!!!!»     | 2012 | дивитись [Архівовано 21 червня 2016 у Wayback Machine.]  |
| «Ijime, Dame, Zettai»         | 2013 | дивитись [Архівовано 15 липня 2016 у Wayback Machine.]   |
| «Megitsune»                   | 2013 | дивитись [Архівовано 24 червня 2016 у Wayback Machine.]  |
| «Gimme Chocolate!!»           | 2014 | дивитись [Архівовано 16 липня 2017 у Wayback Machine.]   |
| «Road of Resistance»          | 2015 | дивитись [Архівовано 17 квітня 2017 у Wayback Machine.]  |
| «Karate»                      | 2016 | дивитись [Архівовано 2 березня 2017 у Wayback Machine.]  |
| «The One»                     | 2016 | дивитись [Архівовано 29 березня 2017 у Wayback Machine.] |